# Białowodzkie Koryto
Białowodzkie Koryto (słow. Bielovodské koryto) – najniższa część południowo-wschodniej depresji w masywie Młynarza w słowackich Tatrach Wysokich. Opada od wysokości około 1500 m do dna Doliny Białej Wody. Wylot Białowodzkiego Koryta znajduje się na wysokości około 1300 m na wprost Polany pod Wysoką. Dolną część koryta jeszcze do lat 70. XX wieku porastał bujny las, ale obfite opady deszczu spowodowały powstanie błotno-kamiennej lawiny, w wyniku której obsunął się wraz z ziemią cały pas lasu. Powstało szerokie koryto z olbrzymimi głazami.
Na wysokości około 1500 m Białowodzkie Koryto rozgałęzia się na dwa żleby. Patrząc od dołu są to:
- prawy – Białowodzki Żleb opadający z Pośredniej Białowodzkiej Przełączki
- lewy – Żleb między Kopy dochodzący aż pod szczyt Wielkiego Młynarza[2].

Autorem nazwy jest Władysław Cywiński.